# Euphoria (пісня Лорін)
«Euphoria» — пісня шведської співачки Loreen, з якою вона представляла Швецію на пісенному конкурсі Євробачення 2012 в Баку. За результатами другого півфіналу, який відбувся 24 травня, композиція пройшла до фіналу. З 372 балами пісня перемогла на конкурсі.

## Чарти
| Чарт (2012)                               | Найвища позиція |
| ----------------------------------------- | --------------- |
| Фінляндія (Suomen virallinen latauslista) | 21              |
| Швеція (Sverigetopplistan)                | 1               |
| Швеція (Digilistan)                       | 1               |
| Швеція (Airplay)                          | 5               |